# Plectris aeneicollis
Plectris aeneicollis är en skalbaggsart som beskrevs av Moser 1918. Plectris aeneicollis ingår i släktet Plectris och familjen Melolonthidae. Inga underarter finns listade i Catalogue of Life.